# Cergău
Cergău é uma comuna romena localizada no distrito de Alba, na região histórica da Transilvânia. A comuna possui uma área de 47.70 km² e sua população era de 1598 habitantes segundo o censo de 2007.